# Nicolas Lapierre
Nicolas Lapierre (Thonon-les-Bains, 2 de Abril de 1984) é um automobilista francês. Atualmente disputa a temporada 2007 de GP2 Series pela DAMS team.